# Crescentia-Pilgerweg
Der Crescentia-Pilgerweg ist ein rund 88 Kilometer langer Pilgerweg von Kaufbeuren über Mindelheim und Ottobeuren nach Kaufbeuren zurück. Die Wegführung orientiert sich an einer Strecke, welche auch die heilige Crescentia in ihrer Zeit als Klosterschwester im Franziskanerinnenkloster Kaufbeuren zurückgelegt haben soll.

## Beschreibung
Der Weg startet und endet am Kloster Kaufbeuren und führt durch die Landkreise Ostallgäu und Unterallgäu. Die Wegführung des im Jahr 2003 eröffneten Wegs erfolgt meist abseits von Straßen und oftmals auf  schmalen Fußpfaden und tangiert neben einer Vielzahl an Wegkreuzen, Bildstöcken und Kapellen die Kloster Irsee, Ottobeuren und Mindelheim.

## Route und Etappen
Route: Kaufbeuren – Irsee – Oberegg – Markt Rettenbach – Ottobeuren – Mindelheim – Dirlewang – Baisweil – Irsee – Kaufbeuren
Nachfolgende Etappenempfehlung wendet sich an geübte und trainierte Pilger:
Etappe 1: Crescentiakloster Kaufbeuren – Irsee – Oberegg, Länge: 18 km, ca. 5h
Etappe 2: Oberegg – Ottobeuren, Länge: 17 Kilometer, ca. 5h
Etappe 3: Ottobeuren – Mindelheim, Länge: 22 Kilometer, ca. 6h
Etappe 4: Mindelheim – Irsee – Kaufbeuren, Länge: 28 km, ca. 7h

## Markierung
Der gesamte Weg ist einheitlich mit Wegweisern markiert. Kartenmaterial und Pilgerpässe werden in der Touristeninformation Kaufbeuren sowie im Crescentiakloster kostenlos abgegeben.

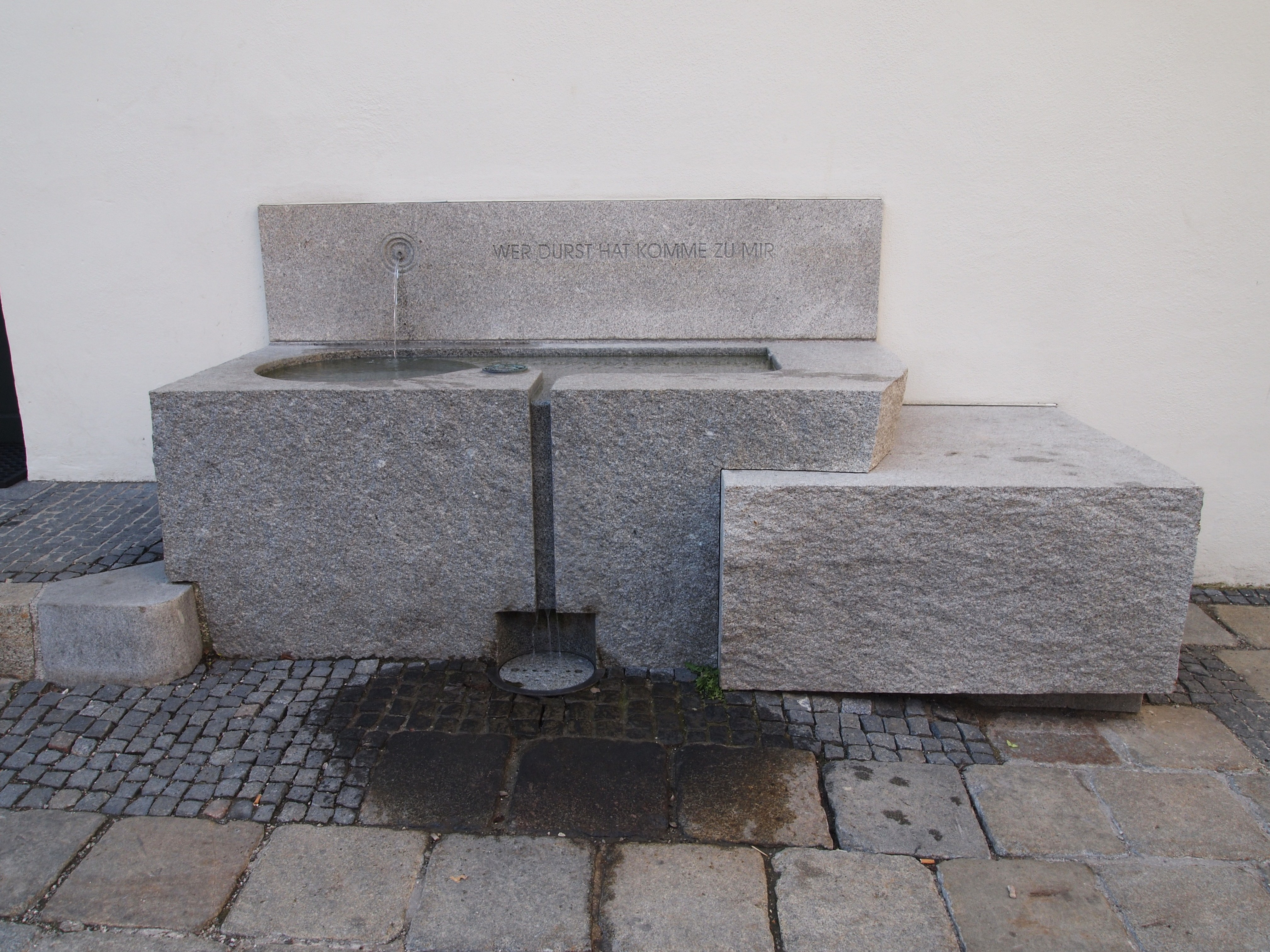
Pilgerbrunnen an der Südseite des Klosters Kaufbeuren
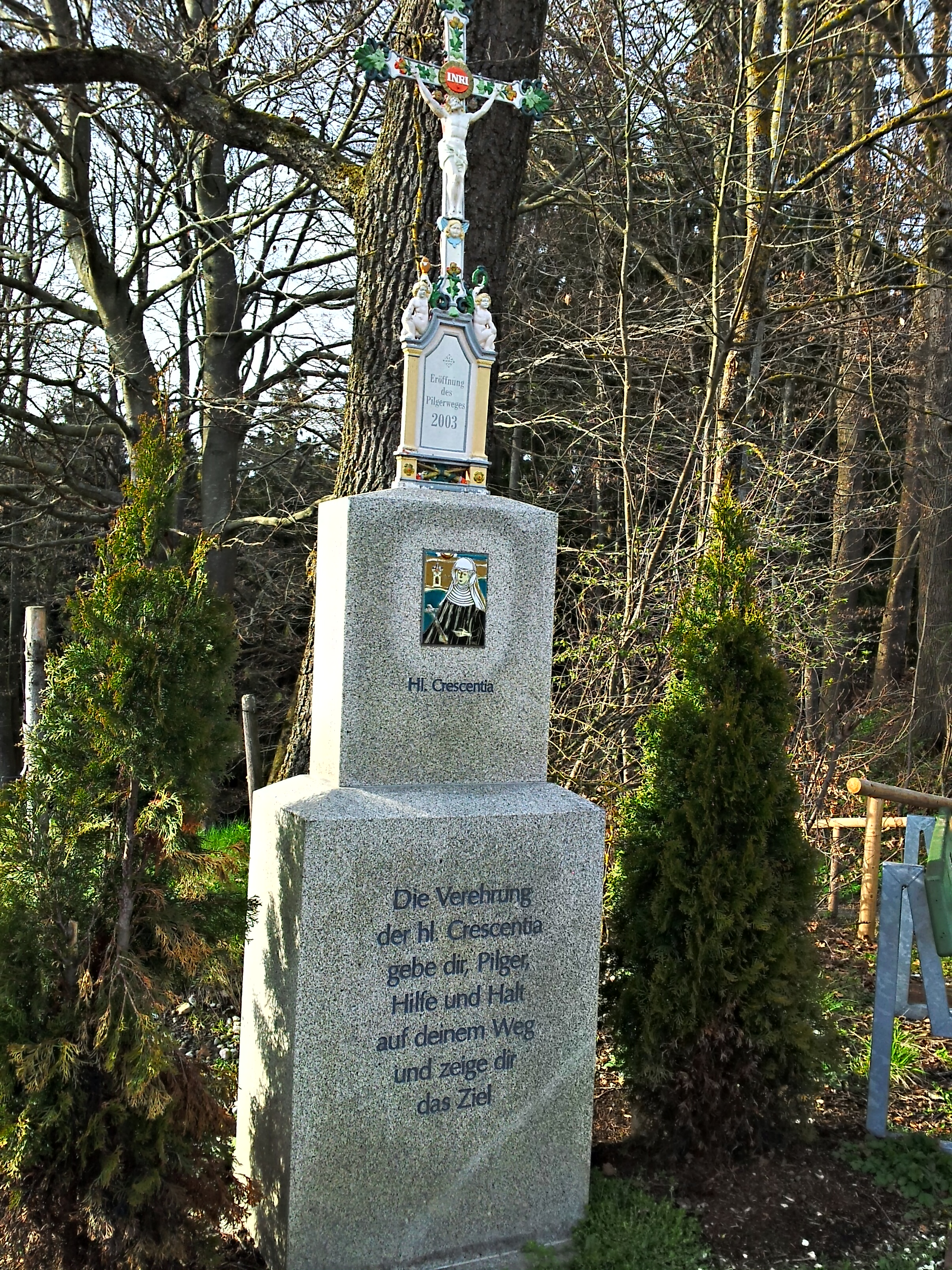
Wegkreuz am Ölmühlhang
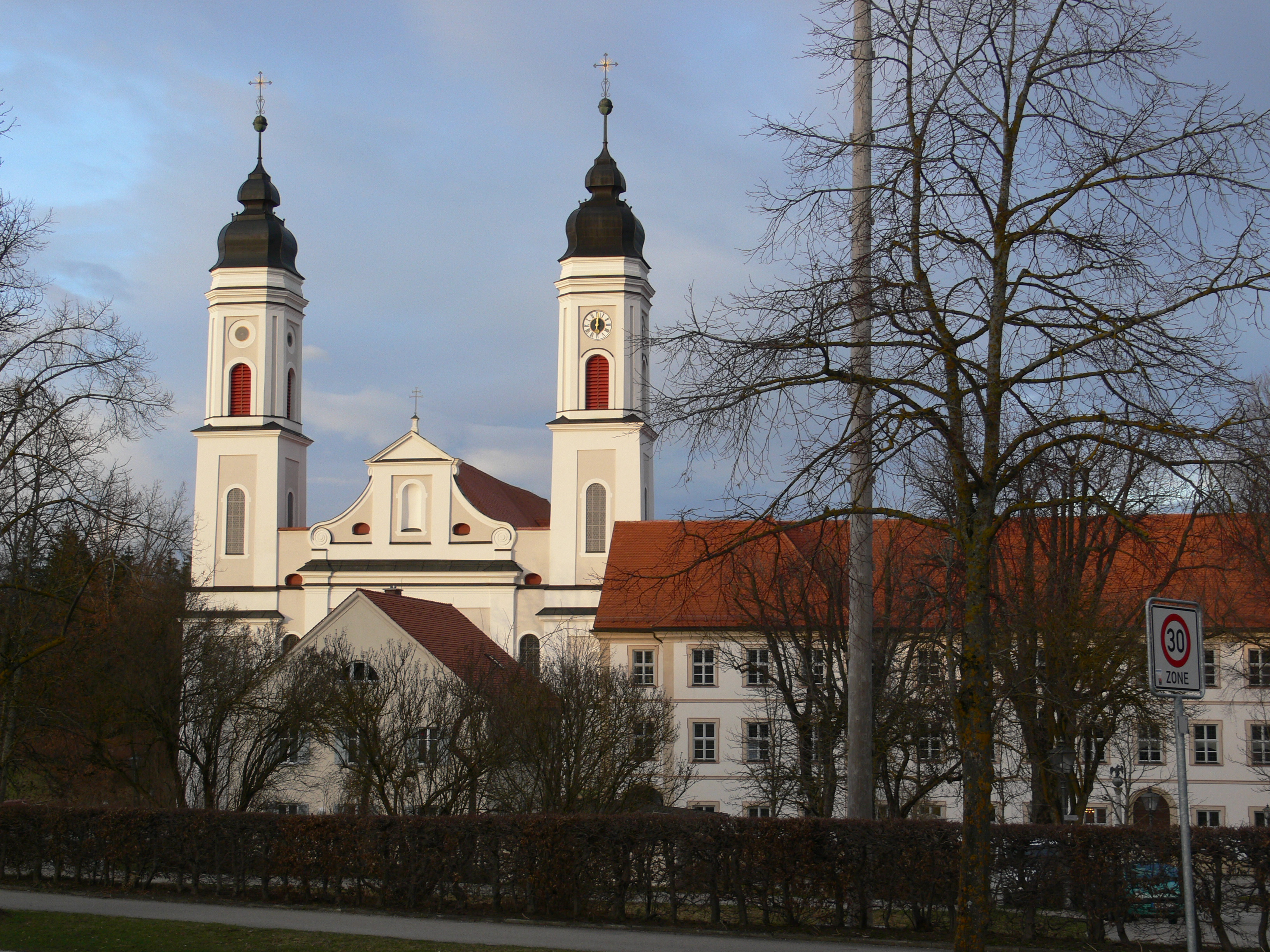
Kloster Irsee
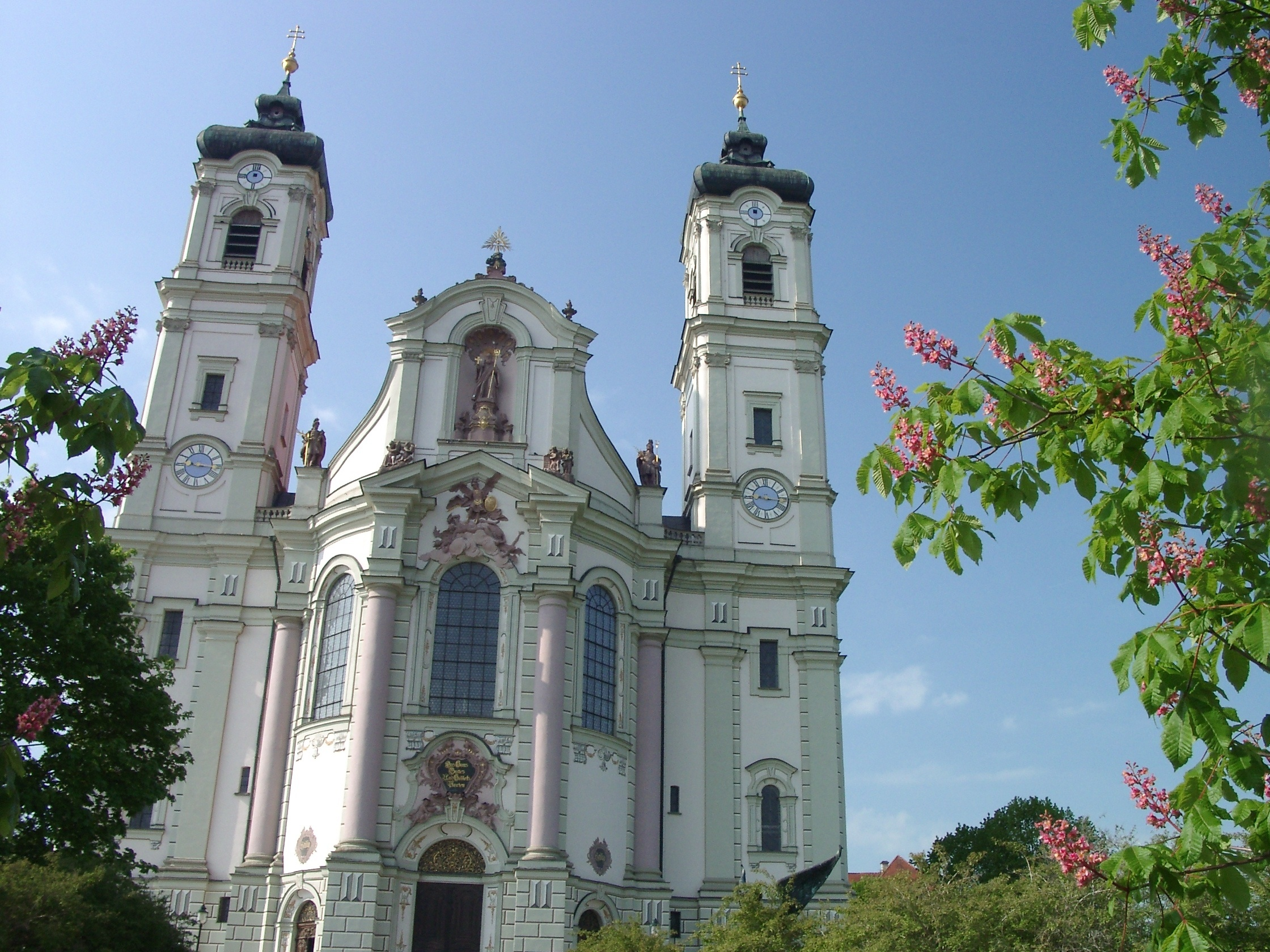
Basilika Ottobeuren